# Hyloscirtus tapichalaca
Hyloscirtus tapichalaca är en groddjursart som först beskrevs av Kizirian, Coloma och Paredes-Recalde 2003.  Hyloscirtus tapichalaca ingår i släktet Hyloscirtus och familjen lövgrodor. IUCN kategoriserar arten globalt som otillräckligt studerad. Inga underarter finns listade i Catalogue of Life.